# モスクワ3号環状道路

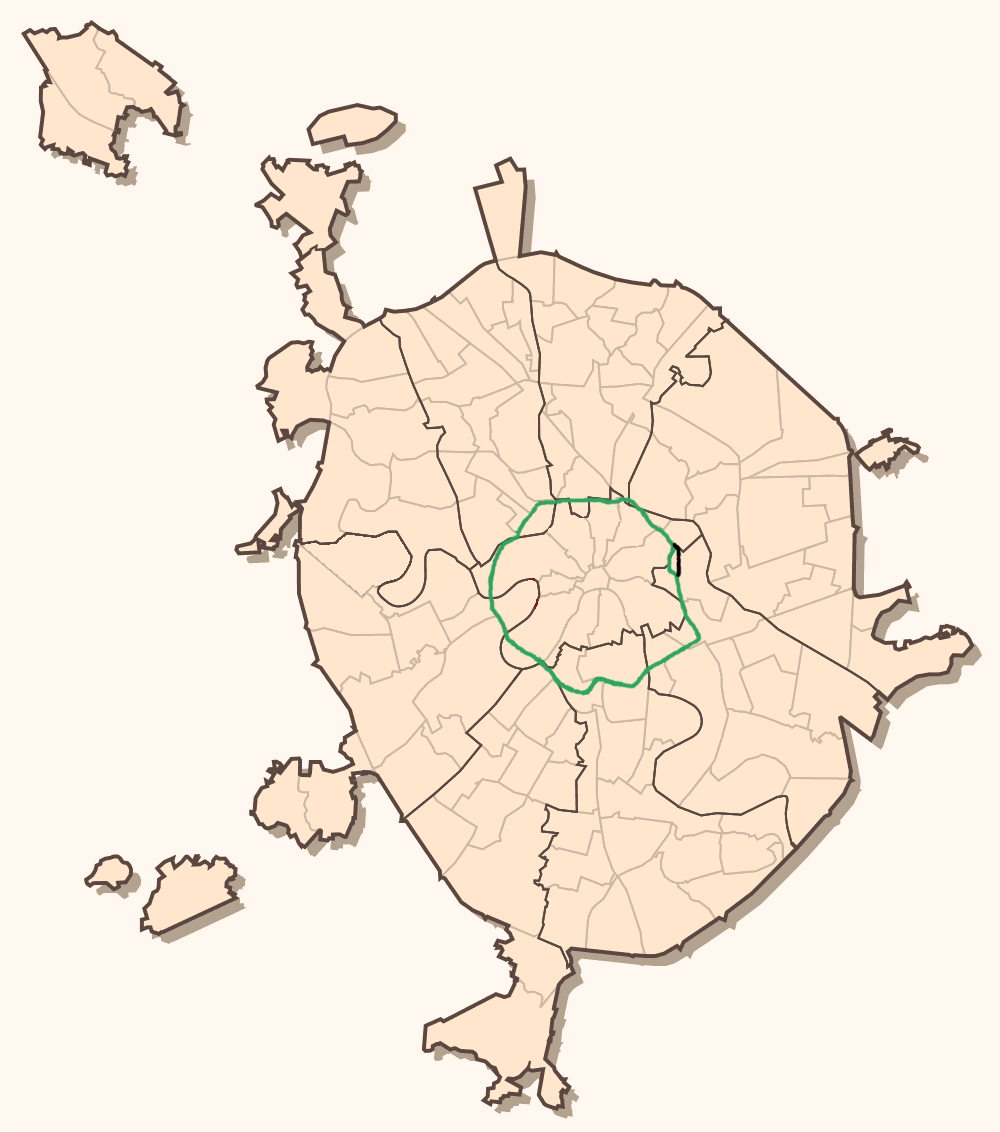
モスクワ市内の3号環状道路（緑色）

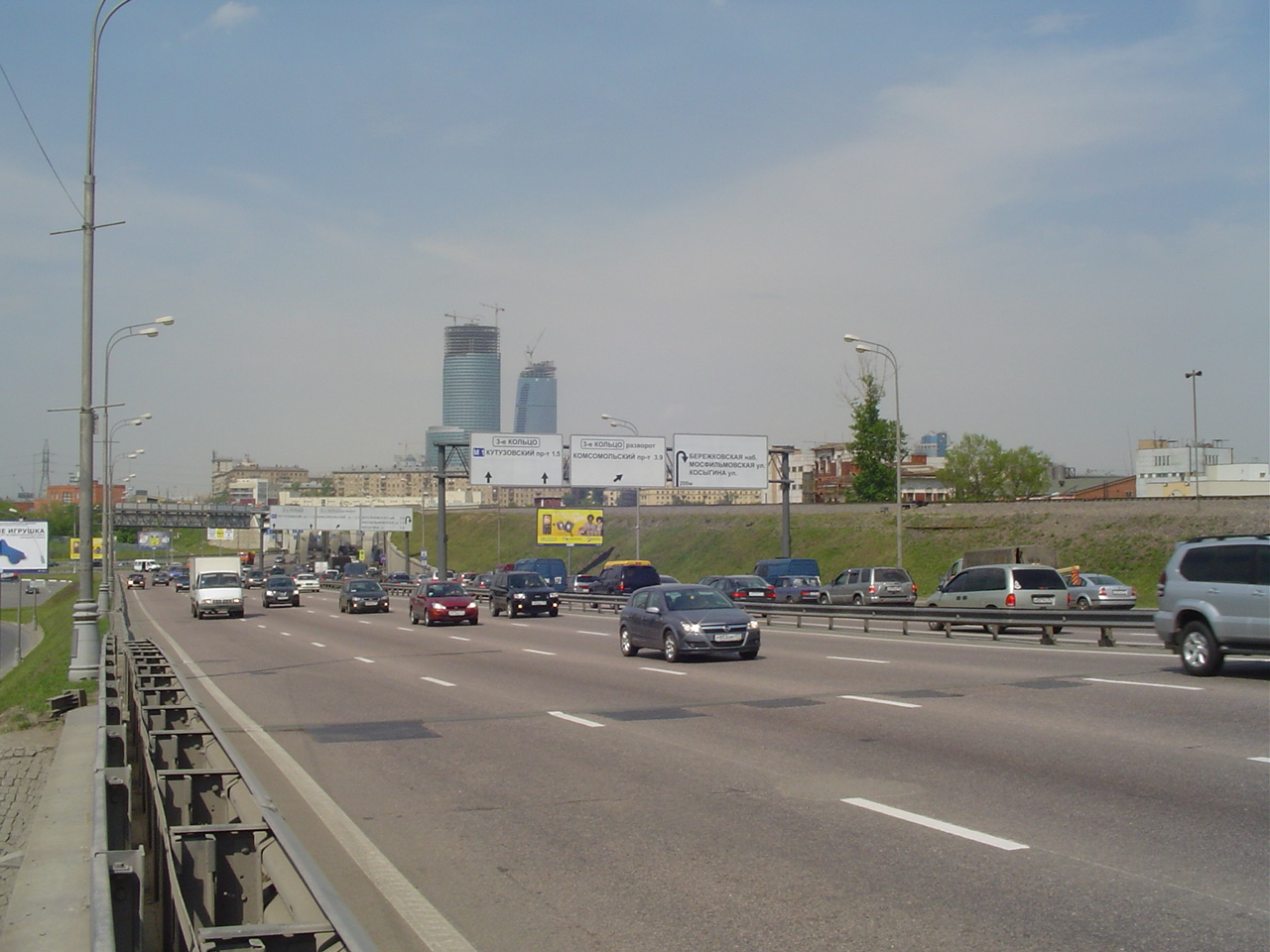
モスクワ3号環状道路

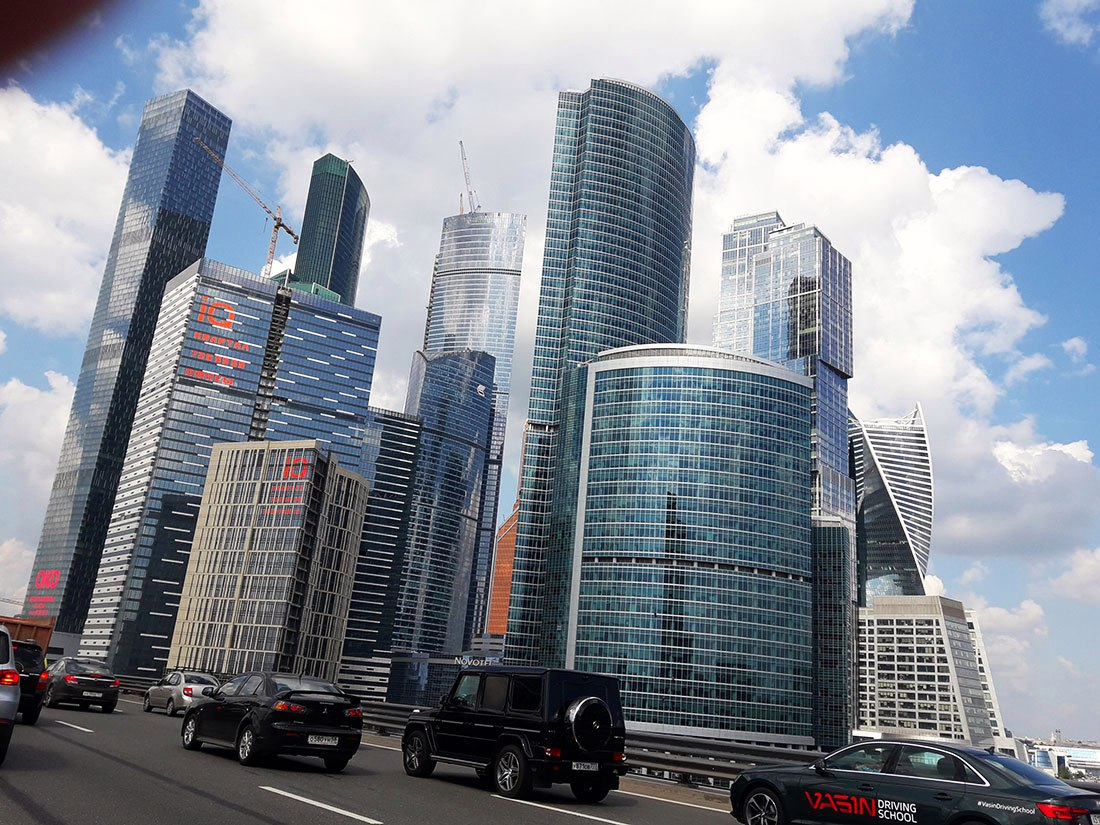
モスクワ・シティ近くの第3環状道路

モスクワ3号環状道路（モスクワさんごうかんじょうどうろ、ロシア語: Тре́тье тра́нспортное кольцо́＝3番目の輸送の輪）はロシア・モスクワ市内にある環状道路で、サドーヴォエ環状道路の次に外側にある。

## 新しい環状道路
モスクワ3号環状道路は、内側のブリヴァール環状道路、サドーヴォエ環状道路に次いで3番目の環状道路である。長さ約35km、直径は約10kmである。東北部のヤーウザ川とレフォールトフスキー公園の地下を通るレフォールトヴォ・トンネル（Lefortovo Tunnel、3.2km）の完成を待って、2004年に完成した新しい道路で、さらに外側のモスクワ環状自動車道路の間にモスクワ4号環状道路も建設中である。
モスクワ市の東北にあるソコルニキ公園から南西にある雀が丘（付近にモスクワ大学、ルジニキ・スタジアムなど）に行くのに便利に利用できる。また、この道路は新しいビジネス街であるモスクワ・シティにも面している。

## 参照項目
- モスクワの道路

モスクワの環状道路：
- ブリヴァール環状道路 (Boulevard Ring)
- サドーヴォエ環状道路
- モスクワ4号環状道路（建設中）
- モスクワ環状自動車道路
- モスクワ小環状道路 (Московское малое кольцо、A107)
- モスクワ大環状道路 (A108)